# New Market (Virginie)
Pour les articles homonymes, voir New Market.
New Market est une municipalité américaine située dans le comté de Shenandoah en Virginie. Lors du recensement de 2010, sa population est de 2 146 habitants.

## Géographie
New Market se trouve dans la vallée de la Shenandoah. Elle est desservie par l'Interstate 81.
Selon le Bureau du recensement des États-Unis, la municipalité s'étend sur 2,04 milles carrés (5,28 km2).

## Histoire

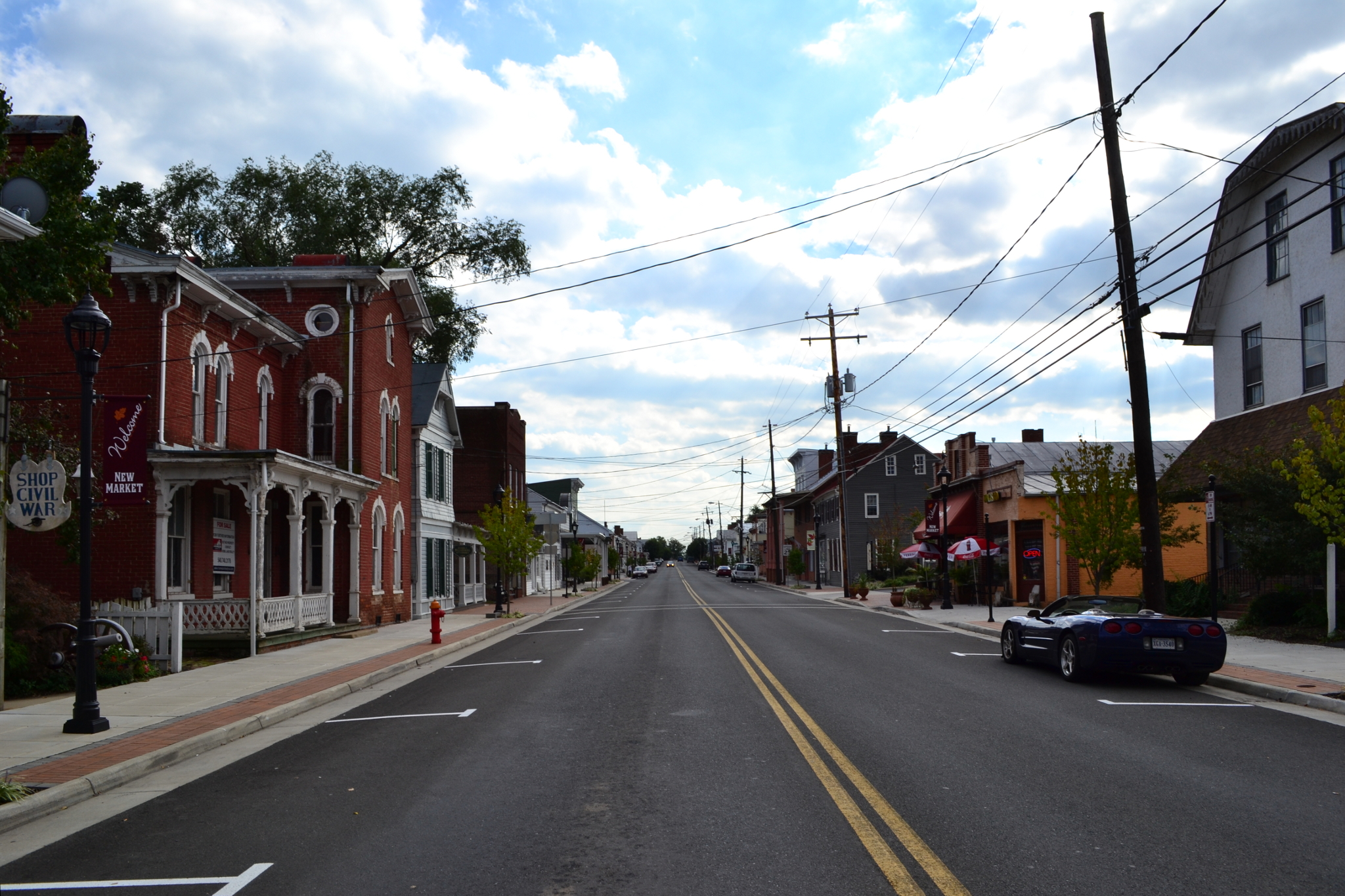
Le centre historique de New Market.

La localité de Cross Roads est d'abord habitée par colons allemands puis écossais et irlandais. John Sevier y établit un commerce en 1761 puis Peter Palsel y fonde la ville en 1785. Le 14 décembre 1796, l'Assemblée générale de Virginie créée la municipalité de New Market. Durant la guerre de Sécession, elle est le cadre de la bataille de New Market.
New Market est un village-rue, le long de l'ancienne U.S. Route 11. Son centre-ville est inscrit au Registre national des lieux historiques depuis 1972. Lors de son inscription, il est composé d'un tiers de bâtiments d'avant la guerre de Sécession et de deux tiers de bâtiments du XIXe siècle. C'est l'un des villages-rues les mieux conservés de la vallée de la Shenandoah.